# كنيسة المسيح المخلص (القرم)
كنيسة المسيح المخلص (بالروسية: Церковь Всеспасителя) (بالأرمينية: Սուրբ Ամենափրկիչ եկեղեցի)، هي كنيسة رسولية أرمينية تقع في قرية «القرم» (Krym) بمنطقة مياسنيكوفسكي، روستوف أوبلاست، روسيا.
تعتبر الكنيسة معلم من معالم التراث الثقافي الروسي.

## تاريخ
بتاريخ 23 أغسطس 1895، تمت الموافقة على بناء كنيسة المسيح المخلص في قرية (Krym) بموجب قرار الإمبراطور نيقولا الثاني. وقد تم الانتهاء من أعمال البناء في عام 1902. وخلال عشر سنوات بعد ذلك، افتتحت مدرستين دينيتين للبنات والبنين، وكان لكل منهما أكثر من 150 طالبا.
في عفد 1930، أٌغلقت الكنيسة بقرار من السلطات المحلية.
خلال الحرب العالمية الثانية والاحتلال الألماني للمنطقة، تم استئناف الخدمات الإلهية بالكنيسة مرة أخرى. ولكن في عام 1960، قررت السلطات السوفياتية إغلاق الكنيسة واستخدام مبانيها كحلقة عمل. في وقت لاحق تحول مبنى الكنيسة إلى مخزن حبوب.
في عام 1982 تم تجديد المبنى، في عام 1996 تم تكريسه وفُتح مرة أخرى. والآن تعتبر الكنيسة معلما من معالم التراث الثقافي الروسي.